# Thierry Bruehl

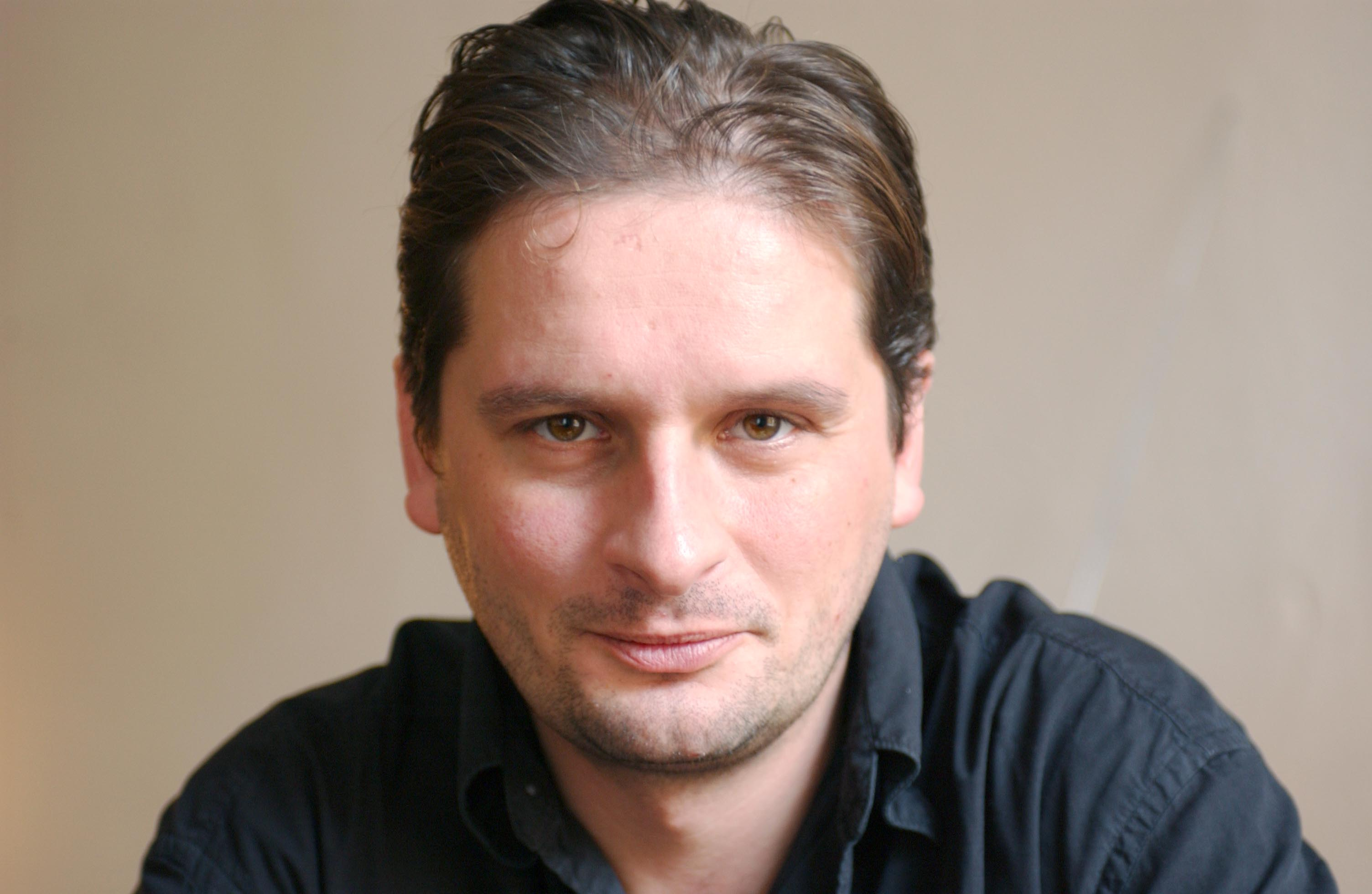
Thierry Bruehl

Thierry Bruehl (* 19. Februar 1968 in Paris) ist ein deutsch-französischer Theater-, Musiktheater- und Filmregisseur.

## Biografie
Thierry Bruehl inszenierte unter anderen in Berlin, Frankfurt, Gent, Amsterdam, Wien, Salzburg und Sevilla. Als besondere Kennzeichen seiner Regiearbeiten gelten die ausdrucksstarken Bilder, mit denen er Konstellationen und Situationen erhellt sowie sein präziser Umgang mit dem Text, verbunden mit spannungsvoll rhythmisierenden dramaturgischen Bögen.
Begleitend zur künstlerischen Arbeit ab 2005 Gastprofessor für Dramaturgie und Schauspiel an der Universität Mozarteum Salzburg, seit 2014 Leiter der Seminarreihe Schule des Sehens - Ikonographische Dechiffrierung von Filmen an der Paris Lodron Universität Salzburg.
Thierry Bruehl ist mit dem Schauspieler Daniel Brühl verwandt.

### Theater und dramatische Projekte
Bereits mit 19 Jahren wurde Thierry Bruehl Regieassistent, zunächst an der Freien Volksbühne Berlin, später am Hamburger Schauspielhaus und am Wiener Burgtheater; er war Assistent u. a. bei Ruth Berghaus, Ariane Mnouchkine in Paris (Die Atriden) und enger Mitarbeiter von Hans Neuenfels. Regie-Workshop bei Peter Brook.
Eigene Inszenierungen realisierte Bruehl ab 1992. Auf die Auseinandersetzung mit klassischen Stoffen (wie Egmont, Richard III) folgten Inszenierungen von Uraufführungen zeitgenössischer Autoren (wie Dea Loher, Oliver Bukowski, Andreas Laudert) an Bühnen in Deutschland und Österreich. Regelmäßig inszenierte er außerdem Stücke französischer Dramatiker wie Marivaux, Molière, Koltès und Reza.
In freien interdisziplinären Projekten ab 1998 arbeitete Bruehl vorzugsweise mit Schauspielerpersönlichkeiten wie Hanns Zischler, Christian Grashoff, Mehdi Moinzadeh und v. a. wiederholt mit Ulrich Wildgruber zusammen. Mit ihm realisierte er u. a. im Auftrag der Berliner Festspiele (1998) den Nietzsche-Abend Der Wanderer und sein Schatten an der Schaubühne (1998) und richtete Goethes West-östlichen Divan (Frankfurt, 1999) szenisch für ihn ein. Im Staatsratsgebäude Berlin inszenierte Bruehl seine Dramatisierung des in der DDR verbotenen Romans 5 Tage im Juni von Stefan Heym u. a. mit Boris Aljinovic (2003).

### Musiktheater und szenische Konzerte
Große Beachtung fand seine Uraufführung des Musiktheaterstücks brangg! nach Celine, entwickelt mit dem Komponisten Michael Beil für das Eclat Festival in Stuttgart (2005). Seither zahlreiche Uraufführungen von zeitgenössischen Opern, darunter Emily Dickinson’s Uhr mit Friederike Kammer (Illes/Muck, UA Eclat Stuttgart 2007), Ligeia und Fleischverwandtschaft (Hüseyin Evirgen, 2007/2009), Gespensterhaus von Reinhard Febel (2007), begehren von Beat Furrer (2010).
2014 entstand die musikalische Bildgeschichte in drei Heften: Der Universums-Stulp nach Eugen Egner zum 25-jährigen Jubiläum der Kunststiftung NRW. Thierry Bruehl führte Regie und erstellte zusammen mit dem Komponisten Stephan Winkler auch das Libretto. Das Ensemble Musikfabrik und die Solisten der Oper in Wuppertal wurden von Peter Rundel geleitet. 2016 inszenierte Bruehl An Index of Metals von Fausto Romitelli im Zyklus Música(s) Contemporánesa(s) des Teatro Central in Sevilla.
Seit 2009 arbeitet Thierry Bruehl wiederkehrend mit renommierten Klangkörpern auf dem Gebiet der zeitgenössischen Musik zusammen, wie etwa dem Quatour Diotima (Paris), dem Ensemble Nadar (Belgien) oder dem Österreichischen Ensemble für Neue Musik, sowie dem Ensemble Modern (Frankfurt) und dem Ensemble Musikfabrik (Köln). Ab 2015 entstanden speziell für diese Ensembles entwickelte Musiktheaterstücke, darunter bluff für das Ensemble Nadar (mit Michael Beil; UA Musiktage Donaueschingen) und sugar water für und mit dem Ensemble Modern (UA bei der cresc....Biennale Frankfurt).
Eine intensive Auseinandersetzung mit Ulysses von James Joyce ab 2011 fand bisher ihren Niederschlag in mehreren Musiktheaterstücken in Zusammenarbeit mit der Komponistin Brigitta Muntendorf (u. a. Wer zum Teufel ist Gerty?, UA 2011; Bronze by Gold, UA 2015).
Den Uraufführungen der Musiktheaterstücke in Regie von Thierry Bruehl folgten zahlreiche Einladungen zu europäischen Festivals, wie zum Beispiel Münchener Biennale, Donaueschinger Musiktage, Acht Brücken Festival Köln, Holland Festival Amsterdam, Spor Festival Aarhus, Biennale di Venezia und musicadhoy Madrid.
Thierry Bruehl ist Mitinitiator und Mitglied der künstlerischen Leitung von Klang 21 – Verein zur Förderung zeitgenössischer Musik und darstellender Kunst, der unter anderen das Taschenopernfestival in Salzburg ins Leben gerufen hat.

### Filmprojekte
2007 führte Bruehl Regie und schrieb das Drehbuch für die vielbeachteten Filme 5 × Deutschland, fünf Clips aus fünf Städten über Selbstbild und Fremdbild von Jugendlichen aus sozialen Brennpunkten. Anlässlich der Geschichtsjubiläen 2009 entstand die Kurzfilmdokumentation und jetzt?!, u. a. mit Markus Kavka, die deutschlandweit als Vorfilm in den Kinos lief. Im Langzeitprojekt Heimat, deine Sterne setzte sich Bruehl von 2011 bis 2014 mit den Umbrüchen und dem veränderten Heimatbegriff im ehemaligen Osten Deutschlands auseinander; aus den Recherchen und Dokumentationen vor Ort entstanden fünf Filme über exemplarische Regionen sowie ein Langfilm.

## Dramatisierungen und Bearbeitungen (Auswahl)
- Der Wanderer und sein Schatten: Menschliches – allzu Menschliches, Friedrich Nietzsche (1998)
- Der West-Östliche Divan, nach Johann Wolfgang von Goethe (1999)
- Sofortige Erleuchtung incl. MwSt, nach Anthony Carr (2002)
- 5 Tage im Juni, nach Stefan Heym (2003)
- Der Mann ohne Eigenschaften, Robert Musil nach einer Idee von Jürgen Kaizig (2003)

## Inszenierungen (Auswahl)
- Egmont, Goethe
- Richard III, Shakespeare
- Der Streit, Marivaux
- Ob so oder so, Bukowski
- Rausch, Strindberg
- Tartuffe, Molière
- So ist es, wie es ihnen scheint, Pirandello
- Die Dromedarpedale, Laudert
- Der Mann ohne Eigenschaften, Musil
- Kampf des Negers und der Hunde, Koltès
- Was ihr wollt, Shakespeare
- Drei mal Leben, Reza
- Nathan der Weise, Lessing
- Kasimir und Karoline, Horvath
- Übergewicht, unwichtig, Unform, Schwab
- 9+1, un couple=un mort, Marchand/Pellet
- Elegien der Verwandlung - Hermaphroditos, Tuscano/Lay
- begehren, Beat Furrer
- blinded, Beil, Käser, Webern, Hidalgo, Perocco, Bruehl
- Wer zum Teufel ist Gerty?, Joyce
- Der Universums-Stulp, Text: Eugen Egner, Musik: Stephan Winkler
- Bronze by Gold, Joyce
- An Index of Metals, Romitelli